# Aarnejärvi
Aarnejärvi är en sjö vid finsk-norska gränsen. Den finländska delen ligger i kommunen Enare i landskapet Lappland i Finland. Arean är 46 hektar och strandlinjen är 6,19 kilometer lång. Sjön  ingår i Tana älvs huvudavrinningsområde.   Den ligger omkring 280 kilometer norr om Rovaniemi och omkring 990 kilometer norr om Helsingfors. 